# 슝펑 ⅡE

슝펑 ⅡE(영어: Hsiung Feng IIE, 중국어: 雄風二E巡弋飛彈, 직역: Brave Wind IIE)는 중화민국의 순항유도탄이다.

## 역사
사거리 160 km 슝펑 Ⅱ 대함 미사일을 개조하여 사거리 2000 km 슝펑 ⅡE 지상 공격 순항미사일을 개발했다. 미국 러시아 프랑스 등 전세계의 모든 국가들이 개발방식이 비슷한데, 사거리 180 km 하푼 미사일 대함 미사일과 사거리 2,500km 토마호크 미사일 지상 공격 미사일은 터보젯 엔진이 동일하다. 연료통 크기만 다르다. 대만도 같은 방식으로 개발했다.
2001년 개발 계획을 발표했으며, 2011년 실전배치했다. 사거리 2,000km이다. 대만에서 베이징까지가 1,900km 떨어져 있다.
무게, 속도, 사거리가 미국의 토마호크 미사일과 비슷하지만, 외형은 상당히 다르다.
대만 중부 산악지대 윈펑 미사일 기지에서 중국 수도 베이징 까지는 1,900km 거리이다.
- 윈펑 탄도미사일 - 사거리 2,000km, 탄두중량 500 kg, 속도 마하 3
- 슝펑-2E 순항미사일 - 사거리 2,000km, 탄두중량 500 kg, 속도 마하 0.8

## 제원
- 무게: 3,000–3,500 lb (1,400–1,600 kg), 부스터 포함
- 길이: 6 m
- 직경: 510 cm
- 엔진: 터보젯 엔진, 고체연료 부스터
- 사거리: 600km, 1,500km, 2,000km
- 속도: 마하 0.85 (647 mph; 1,041 km/h)
- 유도방식: INS, 민간용 GPS, TERCOM
- 탄두중량: 200 kg (440 lb)
- 정확도: 10 m
- 실전배치: 2011년